# کربن ترکر
کربن ترکر (به انگلیسی: Carbon Tracker) یا ردیاب کربن یک اندیشکده غیرانتفاعی مستقر در لندن است که در مورد تأثیر تغییرات آب و هوا بر بازارهای مالی تحقیق می‌کند.
کربن ترکر مفهوم حباب کربن را رایج کرد که ناسازگاری بین توسعه پیوسته پروژه‌های مصرف‌کننده سوخت‌های فسیلی و مبارزه با تغییرات آب و هوایی را توصیف می‌کند.

## تاریخ و عملکرد
کربن ترکر توسط مدیر صندوق بریتانیا، مارک کمپنل (Mark Campanale)، همراه با جرمی لگت به عنوان رئیس هیئت مدیره، تأسیس شد. دو گزارش اول این سازمان – کربن غیرقابل سوخت (۲۰۱۱) و کربن غیرقابل سوخت (2013) – استدلال کرد که اگر پرهیز از سطوح خطرناک تغییرات آب و هوایی اولویت پیدا کند، دو سوم ذخایر و منابع شناخته شده نفت، زغال سنگ و گاز جهان نمی‌تواند سوزانده شود. همان‌طور که توسط مارتین ولف، مقاله‌نویس فایننشال تایمز، بیان شده‌است:
«نتیجه‌گیری بسیار ساده است: سوزاندن ذخایر شناخته شده سوخت‌های فسیلی با برآوردن اهداف آب و هوایی که دولت‌ها برای خود تعیین کرده‌اند، سازگار نیست.»
توافقنامه پاریس که در دسامبر ۲۰۱۵ در سطح بین‌المللی به تصویب رسید، هدف آن حفظ میانگین گرم شدن دمای جهانی زیر ۲ درجه سانتی گراد، برای جلوگیری و کاهش برخی از شدیدترین خطرات و اثرات تغییرات آب و هوا است. اما این هدف مستلزم آن است که سطح دی‌اکسید کربن منتشر شده در جو تا سال ۲۰۵۰، از «بودجه کربن» تا میزان ۹۰۰ گیگاتن تجاوز نکند. گزارش‌های ردیاب کربن با استفاده از تحقیقات مؤسسه تحقیقات تأثیر آب و هوا در پوتسدام نشان داد که ذخایر و منابع زغال‌سنگ، نفت و گاز جهان، در صورت سوزانده شدن، بیش از سه برابر این مقدار، یعنی تقریباً ۲۸۰۰ گیگا تن کربن منتشر می‌کند. با تأمین مالی توسعه و تولید سوخت‌های فسیلی که ممکن است هرگز مصرف نشوند، سرمایه‌گذاران در معرض خطر «دارایی‌های سرگردان» قرار بگیرند که توسط مقررات آب‌وهوایی و جایگزین‌های فن‌آوری مانند انرژی‌های تجدیدپذیر بی‌سود می‌شوند.
رویترز این ایده را به این شکل توصیف کرد که سرمایه گذاران در حال تأمین مالی یک "حباب کربن" هستند - که به عنوان "بخشی از "واژه‌نامه تغییرات آب و هواً تبدیل شد. این مبنایی برای هشدار دربارهٔ "دارایی‌های سرگردان" توسط مارک کارنی، رئیس بانک مرکزی انگلستان و گروه‌هایی مانند صندوق ثروت دولتی نروژ برای واگذاری میلیاردها دلار در دارایی‌های سوخت فسیلی است.
تحقیقات بعدی ردیاب کربن، تأثیر تقاضای کمتر و سناریوهای کم-کربن، قیمت و چگونگی انتشار کربن، بررسی کرده‌است.
مارک کارنی هشدار کربن ردیاب در مورد دارایی‌های سرگردان را در یک سخنرانی در سال ۲۰۱۵ با شرکت‌های بیمه لندن تکرار کرد. به دنبال آن یک کارگروه برای افشای اطلاعات مالی مرتبط با آب و هوا تحت نظارت هیئت ثبات مالی راه اندازی شد.

### گزارش‌ها
گزارش‌های ردیاب کربن عبارتند از:
- کربن غیرقابل سوختن – آیا بازارهای مالی جهان حباب دارند؟ (۲۰۱۱)
- کربن غیرقابل سوخت ۲۰۱۳: سرمایه هدر رفته و دارایی‌های سرگردان (۲۰۱۳) (تحقیق مشترک با مؤسسه تحقیقاتی گرانتام در مورد تغییرات آب و هوا و محیط زیست در دانشکده اقتصاد لندن)[۱۴]
- سری منحنی‌های هزینه عرضه کربن:
  - منحنی‌های هزینه عرضه کربن: ارزیابی ریسک مالی برای مخارج سرمایه نفت (2014)[۱۵]
  - منحنی‌های هزینه عرضه کربن: ارزیابی ریسک مالی برای مخارج سرمایه زغال سنگ (2014)[۱۶]
  - منحنی‌های هزینه عرضه کربن: ارزیابی ریسک مالی برای مخارج سرمایه گاز (2015)[۱۷]
- چگونه بخش انرژی در حال از بین رفتن تقاضای بالقوه است (2015)[۱۸][۱۹]
- منطقه خطر دارایی‌های ۲ تریلیون دلاری: چگونه شرکت‌های سوخت فسیلی در معرض خطر نابودی بازده سرمایه گذاران هستند (2015)[۲۰]
- حس و حساسیت: به حداکثر رساندن ارزش با یک نمونه کار دو بعدی (2016)[۲۱][۲۲]
- انتظار غیرمنتظره: قدرت مخرب فناوری کم کربن (۲۰۱۷) (تحقیق مشترک با مؤسسه گرانتهام - تغییرات آب و هوا و محیط زیست در کالج امپریال)[۲۳]
- آخرالزمان اکنون (2019)
- چگونه بیش از نیم تریلیون دلار را هدر دهیم (2020)
- معضل انرژی لهستان: انرژی گاز جدید مالیات دهندگان را در آینده پرهزینه به دام می‌اندازد (2022)[۲۴]

## در رسانه‌ها
در سال ۲۰۱۲، مقاله ای از رولینگ استون توسط بیل مک کیبن، نویسنده و کنشگر، تحقیقات کربن ترکر در مورد حباب کربن را به مخاطبان بیشتری ارائه کرد. این مقاله باعث شد مک کیبن، پویشی را آغاز کند که خواستار حذف سوخت‌های فسیلی بود که از دسامبر ۲۰۱۵ شروع شد.
تحلیل‌های کربن ترکر، مرجع تصمیمات بانک‌های سرمایه‌گذاری HSBC , Citi و JP Morgan , مشاورانی مانند Accenture , و بانک مرکزی هلند ذکر شده‌است. همچنین این تحقیقات، طیف وسیعی از واکنش‌ها را از سوی شرکت‌های نفتی بزرگ برانگیخت. اکسون موبیل اعلام کرده‌است که «اطمینان دارد که هیچ‌یک از ذخایر هیدروکربنی ما در حال حاضر «سرگردان» نشده یا نخواهد شد. شرکت شورون با تایید این که «سرتاسر جهان می‌تواند تحت تأثیر یک حالت فرضی ناشی از گازهای گلخانه‌ای قرار گیرد»، به‌طور مشابه استدلال می‌کند که ریسک دارایی‌های سرگردان «قابل مدیریت» است. مواضع متفاوتی نیز توسط بی پی و اکوینور بیان شده‌است.
بر اساس گزارش ابتکاری ردیاب کربن در مارس ۲۰۲۰، مزارع بادی و نیروگاه‌های خورشیدی به زودی ارزان‌تر از راه اندازی نیروگاه‌های زغال سنگی موجود خواهند بود و اگر در بازارهای برق قیمت مناسبی داشته باشند، برق زغال سنگی با مشکل مواجه خواهد شد.